# Fraiburgo
Fraiburgo, amtlich Município de Fraiburgo, ist eine Stadt im Bundesstaat Santa Catarina im Süden Brasiliens. Sie hat 34.553 Einwohner (Stand: 2010) und eine Fläche von 547,854 km². Die Stadt ist weitgehend geprägt von europäischen Einwanderern, insbesondere Deutschen und Italienern.
Die Stadt liegt 53 Kilometer von Caçador entfernt und verfügt über einen eigenen Lokalradiosender.

## Geschichte

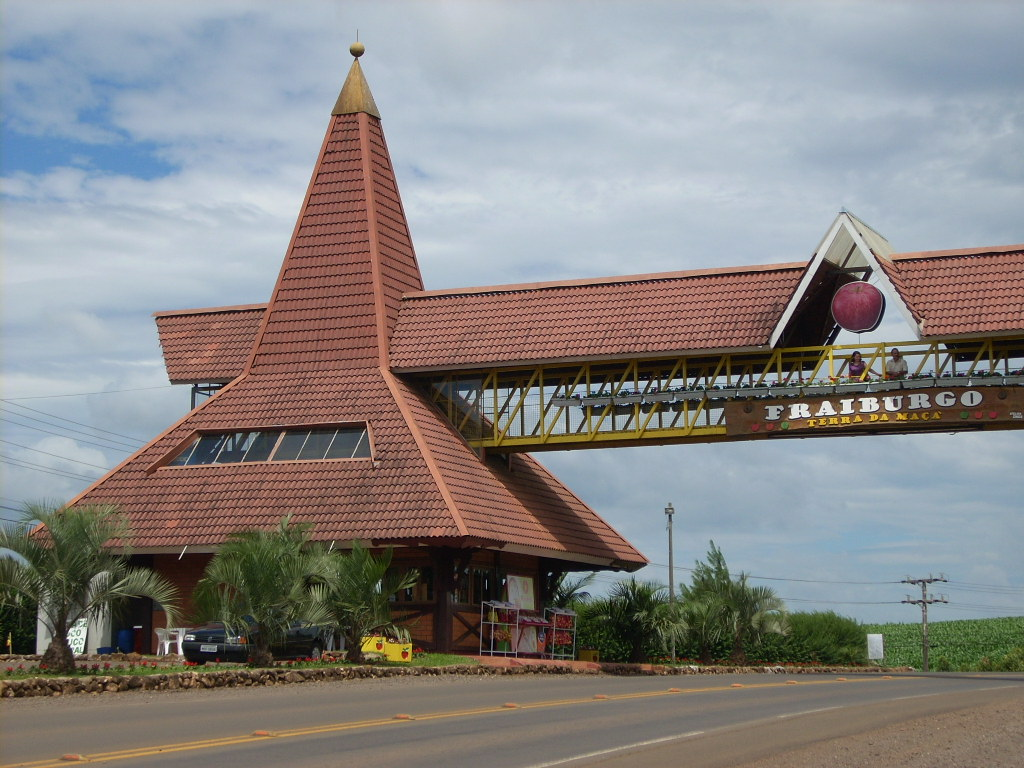
Stadtportal und Fußgängerbrücke in Fraiburgo

Als Gründungsdatum gilt das Jahr 1937, als die elsässischstämmigen Brüder Rene und Arnoldo Frey im westlichen Gebiet des Planalto Serrano die Fazendas Liberata und Buitá Verde anlegten. Das Gebiet wurde zunächst der Distrikt Liberata, der zur Gemeinde Curitibanos gehörte. Am 20. Dezember 1961 wurde der Distrikt zusammen mit Teilen aus Videira zur Munizipalstadt Município de Fraiburgo erhoben.

## Wirtschaft
Die Brüder Frey errichteten 1919 ein Sägewerk in Fraiburgo. Nach weitgehender Abholzung wandte sich die Region dem Apfelanbau zu und wurde zu einem wichtigen Anbaugebiet (portugiesisch Terra da Maçã). So ist mit Agrícola Fraiburgo Brasiliens größter Produzent von Äpfeln und Apfelsaftkonzentrat hier beheimatet.
Die früher dichten Wälder der Region bestanden überwiegend aus brasilianischen Walnüssen, Zedern, Zimtbäumen, Mate-Sträuchern und üppigen brasilianischen Kiefern. Trotz der rücksichtslosen Abholzung in den letzten Jahrzehnten charakterisieren diese Wälder weiterhin die typische Landschaft Südbrasiliens.